# Greenville (Californie)
Greenville est une census-designated place des États-Unis située dans le Comté de Plumas, dans l’État de Californie, aux États-Unis. Elle compte 1 129 habitants au recensement de 2010.
C'était à l'origine un domaine des Maidu, mais les Anglo-Saxons commencent à s'y installer dès le début de la ruée vers l'or en 1852. La moitié du centre-ville a été ravagée par un incendie en 1881, mais a été rapidement reconstruite. Quelques immeubles antérieurs à cet incendie existaient encore dans le centre-ville en 2020, mais le 4 août 2021, 40 à 50 maisons ainsi que la quasi-totalité du centre-ville sont détruites par un incendie nommé Dixie Fire. L'incendie s'est propagé très rapidement en raison de l'aridité (6 % taux d'humidité) et des vents forts.

## Démographie
| 1882 | 2000  | 2010  | - | - | - |
| ---- | ----- | ----- | - | - | - |
| 500  | 1 160 | 1 129 | - | - | - |